# 穆罕默德·福阿德·科普鲁律
穆罕默德·福阿德·科普鲁律（土耳其語：Mehmet Fuat Köprülü，1890年12月5日—1966年6月28日），是土耳其的社会学家、作家和民主党政治家。他出自于名门科普鲁律家族，是20世纪初土耳其国内重要的突厥学学者。福阿德作为民主党的创始人之一，曾在1950年代出任门德列斯政府的外交部长、副总理等职务。1960年政变爆发后他被军政府逮捕并审判，但随即无罪释放。